# Carvalhópolis
Carvalhópolis är en kommun i Brasilien.   Den ligger i delstaten Minas Gerais, i den sydöstra delen av landet, 700 km söder om huvudstaden Brasília. Antalet invånare är 3 350.
Omgivningarna runt Carvalhópolis är huvudsakligen savann. Runt Carvalhópolis är det ganska glesbefolkat, med 36 invånare per kvadratkilometer.